# Sylvie Bertin
Pour les articles homonymes, voir Bertin.
Sylvie Bertin, née en 1966, est une reine de beauté et naturopathe française. 
Elle est élue Miss Bresse et Bugey 1987, puis Miss France 1988. Elle est la 58e Miss France.

## Miss France
L'élection de Miss France 1988 se déroule au théâtre de l'Empire, à Paris le 31 décembre 1987 ; la cérémonie est retransmise en direct sur FR3.
Les 12 présélectionnées sont : Miss Alsace, Miss Bretagne, Miss Bresse et Bugey, Miss Côte d'Azur, Miss Franche-Comté, Miss Grande Motte, Miss Île-de-France, Miss Lorraine, Miss Martinique, Miss Midi-Pyrénées, Miss Rouergue et Miss Roussillon.
Sylvie Bertin, 21 ans, Miss Bresse et Bugey, est élue Miss France.
Ses dauphines sont :
- 1re dauphine Miss Alsace, Claudia Frittolini ;
- 2e dauphine Miss Martinique, Elsa Victoire ;
- 3e dauphine Miss Bretagne ;
- 4e dauphine Miss Roussillon, Nathalie Huc ;

Sylvie Bertin est par la suite remplacée par Claudia Frittolini, sa première dauphine, après avoir refusé de participer à l'élection de Miss Univers. Elle récupère son titre quelques semaines plus tard.

## L'après Miss France
Elle est aujourd'hui[Quand ?] esthéticienne, visagiste et naturopathe dans sa région d'origine.[réf. souhaitée]
Elle a écrit des ouvrages sur le sujet :
- En 2003, elle publie un livre intitulé Forme, santé, beauté aux Éditions Aubanel ;
- En 2007, elle publie un livre intitulé Les clés de votre bien-être par la naturopathie aux Éditions du Dauphin.

Le 19 décembre 2020, elle est présente lors de l'élection de Miss France 2021, composé d'anciennes Miss France et présidé par Iris Mittenaere, Miss France et Miss Univers 2016. L'élection se déroule au Puy du Fou et est retransmise en direct sur TF1.